# Zahltag
Zahltag è il quinto album da solista del rapper tedesco Bass Sultan Hengzt, pubblicato nel Maggio del 2009 dall'etichetta discografica Amstaff Murderbass.

## Tracce
1. Intro
2. Probs
3. Funkel funkel kleiner Stern
4. Goldkettentrend part III (feat. Godsilla & Amar)
5. Ex-Guter junge
6. Nicht mit mir (feat. Sido)
7. Der block bleibt stehen
8. Zeiger drehen
9. Muchachos
10. Alle drinks auf mich
11. Zeig dich ganz
12. Nummer eins (feat. Joka)
13. N.W.O.
14. Fick die Welt (feat. King Orgasmus One)
15. Outro